# 比扬塞勒
比扬塞勒（法語：Billancelles，法語發音：[bijɑ̃sɛl]）是法国厄尔-卢瓦省的一个市镇，属于沙特尔区。

## 地理
比扬塞勒（48°29'14"N, 1°12'54"E）面积11.95 平方千米，位于法国中央-卢瓦尔河谷大区厄尔-卢瓦省，该省份为法国北部内陆省份，北起顺时针与厄尔省、伊夫林省、埃松省、卢瓦雷省、卢瓦-谢尔省、萨尔特省和奧恩省接壤。
与比扬塞勒接壤的市镇（或旧市镇、城区）包括：迪尼、厄尔河畔库维尔、圣阿尔努德布瓦。

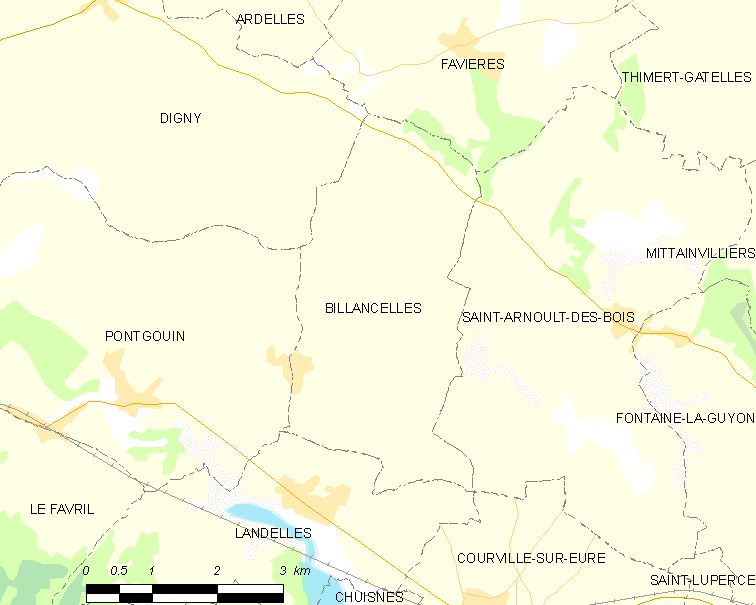
比扬塞勒的OSM定位图

比扬塞勒的时区为UTC+01:00、UTC+02:00（夏令时）。

## 行政
比扬塞勒的邮政编码为28190，INSEE市镇编码为28040。

## 政治
比扬塞勒所属的省级选区为伊利耶孔布赖县。

## 人口

1962-2008年间比扬塞勒人口变化图示

比扬塞勒于2022年1月1日时的人口数量为314人。